# 品田裕
品田 裕（しなだ ゆたか、1963年 - ）は、日本の政治学者（選挙過程、選挙公約の研究で知られる）。神戸大学大学院法学研究科教授。村松岐夫と三宅一郎に師事した。

## 略歴
- 1963年 京都市生まれ
- 1982年 私立洛星高校卒業
- 1987年 京都大学法学部卒業
- 1987年 京都大学法学部助手（学士助手）
- 1990年 神戸大学法学部助教授
- 2000年 神戸大学大学院法学研究科教授

## 著作

### 論文
- 「「比例代表における議席配分法の比較」選挙研究7号
- 「「中」選挙区制の評価(1)･(2)－政党間競争から見た民意と議席の関係－」神戸法学雑誌44巻4号、45巻3号
- 「市長選挙の生存分析(1)」神戸法学雑誌47巻2号
- 「公職選挙法改正による投票時間の延長が投票参加に与える影響について」神戸法学年報15号
- 「地元利益志向の選挙指向の選挙公約」選挙研究16号

## 門下生
- 平野淳一（政治学者）
- 秦正樹（政治学者）
- 吐合大祐（政治学者）